# HMS Coventry (D118)
Pour les autres navires du même nom, voir HMS Coventry.
Le HMS Coventry est un destroyer britannique de Type 42, coulé le 25 mai 1982 par des avions argentins pendant la guerre des Malouines.

## Historique
Construit par Cammell Laird à Birkenhead, il est lancé le 21 juin 1974 et admis au service actif le 20 octobre 1978 pour un coût de 37,9 millions de livres. Déployé dans l'Atlantique Sud au cours de la guerre des Malouines, sa contribution à la guerre est considérable. Son hélicoptère Westland Lynx, premier à utiliser des missiles air-mer Sea Skua au combat, endommage l'aviso Alferez Sobral (A-9) (anciennement l'USS Salish) de la marine argentine, tuant huit de ses membres d'équipage. Le navire abat par ailleurs un hélicoptère SA330 Puma argentin au-dessus du détroit de Choiseul, tuant ses 3 membres d'équipage.
Le 25 mai 1982, alors qu'il était déployé au côté du HMS Broadsword de type 22, censé lui fournir une défense aérienne à courte distance, un problème technique dans le système de lancement de missiles Sea Wolf a permis à deux avions argentins A-4 Skyhawk, pilotés par le capitaine Pablo Carballo et le lieutenant Carlos Rinke, de couler le HMS Coventry. En effet le système Sea Wolf s'est révélé incapable d'acquérir 2 cibles volant en formation rapprochée à haute vitesse au ras des vagues. Il fut alors frappé par trois bombes de 250 kg dont deux explosèrent. Le navire prit l'eau et chavira sur bâbord. 
Attaqué quelques minutes avant par une première paire de A-4 Skyhawk argentins, le HMS Broadsword fut frappé par une bombe qui a rebondi à travers la plate-forme d'hélicoptère et mis hors de combat son hélicoptère Lynx et termina sa course dans l'océan. Lors de la guerre des malouines, celui-ci abat un IAI Nesher de la FAA Grupo 6 et un A-4 Skyhawk (conjointement avec les missiles Sea Cast du HMS Antelope). Le HMS Broadsword sauve 170 membres d'équipage du HMS Coventry. Dix-neuf membres de l'équipage périssent dans l'attaque et le naufrage qui suivit.

## Caractéristiques

### Armement
- - 1 système de missiles anti-aériens de 2 Sea Dart GWS30 (22 Sea Dart)
  - 1 canon de marine de 4,5 pouces Mark 8 (en)
  - 2 canons anti-aériens 20/70 Oerlikon Mk 7A
  - 2 x 3 tubes lance-torpilles de 324mm STWS 2 TT
  - 1 hélicoptère Westland Lynx embarqué doté de quatre missiles anti-navires et deux torpilles anti-sous-marins.